# Don't Let Me Be the Last to Know
"Don't Let Me Be the Last to Know" is de vierde en laatste wereldwijd uitgebrachte single van het album Oops!... I Did It Again van Britney Spears. Het nummer is een van de weinige ballads op het album. In Nederland werd dit nummer niet zo'n groot succes: het bereikte hoogstens nummer 16 (stond daar twee weken) en stond slechts drie weken in de Nederlandse Top 40. Het is dus, van alle singles die Spears heeft uitgebracht en die wel in de Top 40 zijn verschenen, haar minst succesvolle single. In Amerika deed de single het evenmin goed. Wereldwijd werden er van de single dan ook minder dan 100.000 exemplaren verkocht.

## Remixes/officiële versies
- Albumversie
- Hex Hector Radio Mix
- Hex Hector Club Mix
- Hex Hector Club Mix Edit
- Hex Hector Radio Mix
- Hex Hector Dub
- Azza Remix
- Thunderpuss Dub
- Thunderpuss Club Mix
- Thunderpuss Radio Mix
- Thunderpuss Tribe-A-Pella

| In de Nederlandse Top 40 | In de Nederlandse Top 40 | In de Nederlandse Top 40 | In de Nederlandse Top 40 | In de Nederlandse Top 40 |
| Week                     | 1                        | 2                        | 3                        | 4                        |
| ------------------------ | ------------------------ | ------------------------ | ------------------------ | ------------------------ |
| Positie                  | 16                       | 16                       | 31                       | uit                      |